# Ulica Stanisława Mierzwy w Krakowie
Ulica Stanisława Mierzwy – ulica w Krakowie, w dzielnicy XVIII Nowa Huta, w Nowej Hucie.
Łączy aleję Solidarności i aleję Przyjaźni z ulicą Gustawa Daniłowskiego. Jest jednojezdniowa.

## Historia
Ulica została wytyczona podczas lokacji Nowej Huty. Powstała około 1949 roku i wtedy też ukształtowała się jej obecna forma. Została zaprojektowana przez Tadeusza Ptaszyckiego. W tym samym roku otrzymała nazwę ul. Władysława Hibnera, a w 1960 roku została przemianowana na ul. Komunistycznej Partii Polskiej. Nazwa ta została nadana przez komunistyczne władze dla upamiętnienia Komunistycznej Partii Polskiej, partii komunistycznej założonej 16 grudnia 1918 na zjeździe połączeniowym SDKPiL i PPS-Lewicy, rozwiązanej przez Komintern 16 sierpnia 1938 w ramach wielkiej czystki w ZSRR.
W 1991 roku Rada Miasta Krakowa nadała ulicy obecną nazwę dla upamiętnienia Stanisława Mierzwy, polskiego adwokata i działacza ludowego. Członka Stronnictwa Ludowego, zastępcy sekretarza generalnego Polskiego Stronnictwa Ludowego.

## Infrastruktura
Ulicę Stanisława Mierzwy tworzy jednopasmowa ulica. W ciągu ulicy znajdują się m.in.: osiedle Centrum A, osiedle Ogrodowe, osiedle Stalowe, osiedle Wandy oraz Liceum Ogólnokształcące nr XVI im. Krzysztofa Kamila Baczyńskiego.

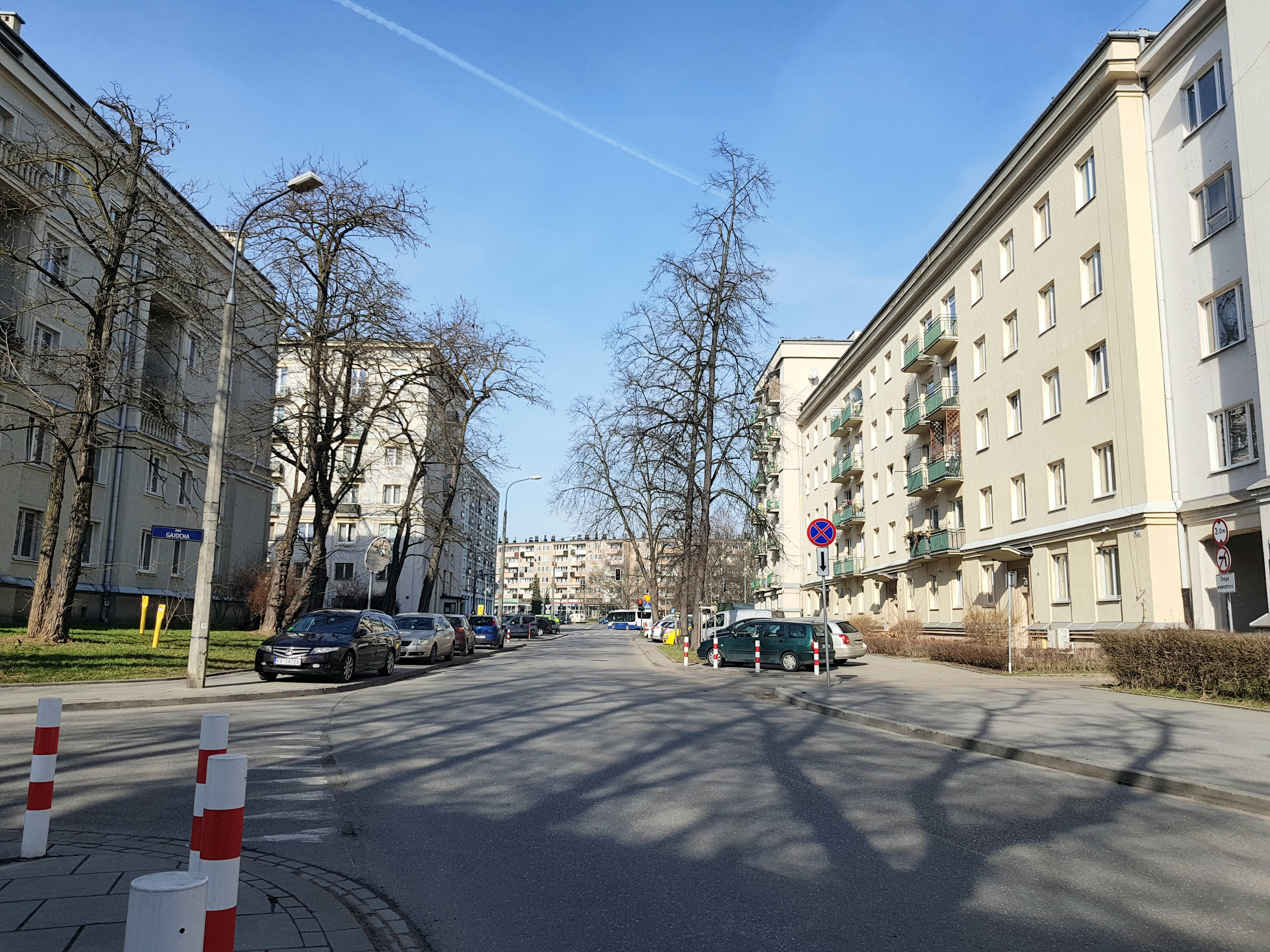
Widok na północny zachód od skrzyżowania z ulica Jana Gajocha
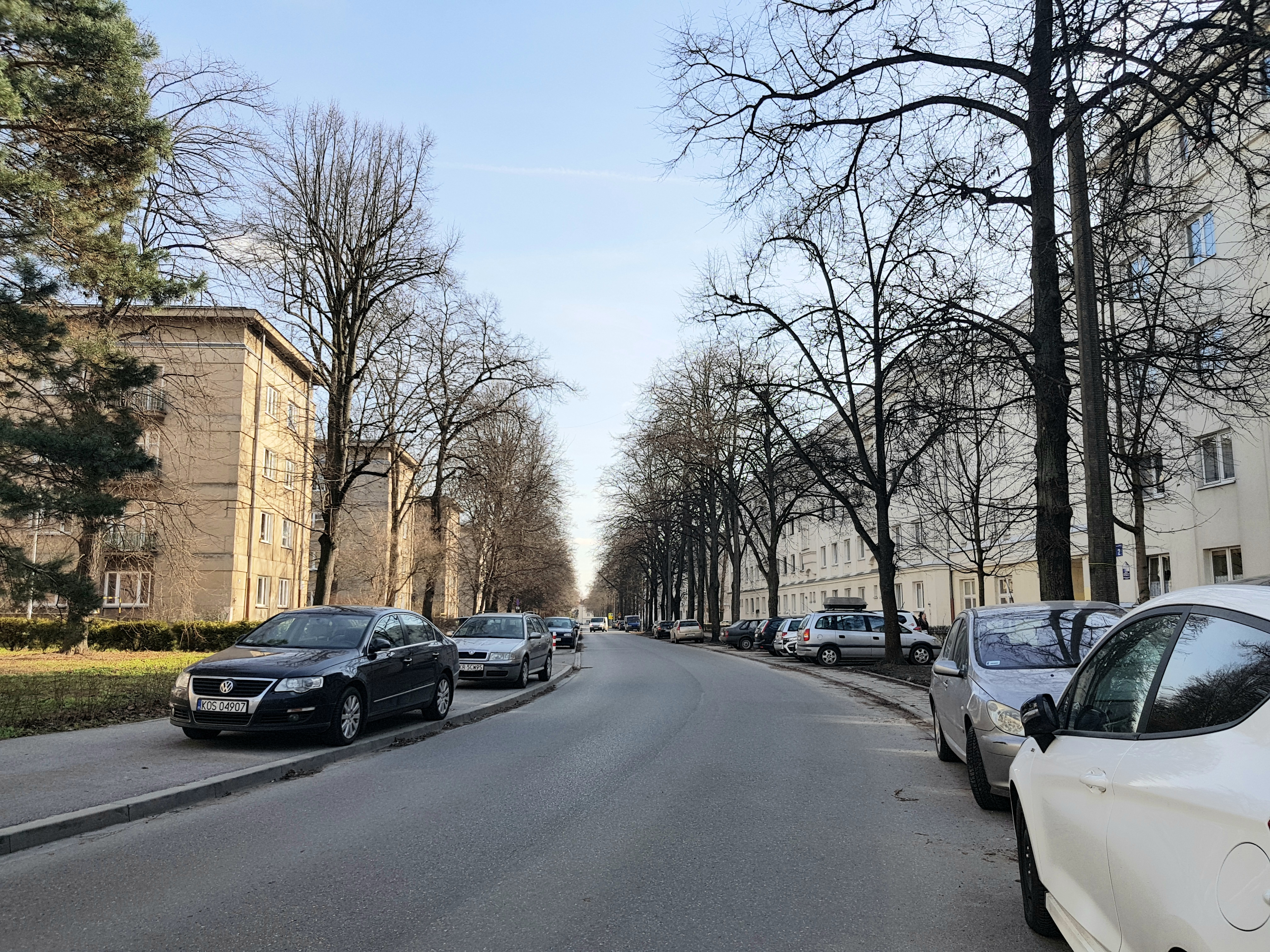